# Ngữ hệ Liên New Guinea
Ngữ hệ Liên New Guinea (Trans–New Guinea, TNG) là một ngữ hệ ngôn ngữ Papua nói ở New Guinea cùng các đảo lân cận. Đây có lẽ là ngữ hệ có số ngôn ngữ lớn thứ ba thế giới. Phần lõi ngữ hệ đã được xác định, song phạm vi cùng thành phần ngôn ngữ chính xác vẫn chưa chắc chắn. Tổng số người nói ngôn ngữ trong ngữ hệ này là khoảng 3 triệu người. Tính đến nay, đã có ba đề xuất chính về việc phân loại nội tại cho ngữ hệ này.

## Ngôn ngữ con

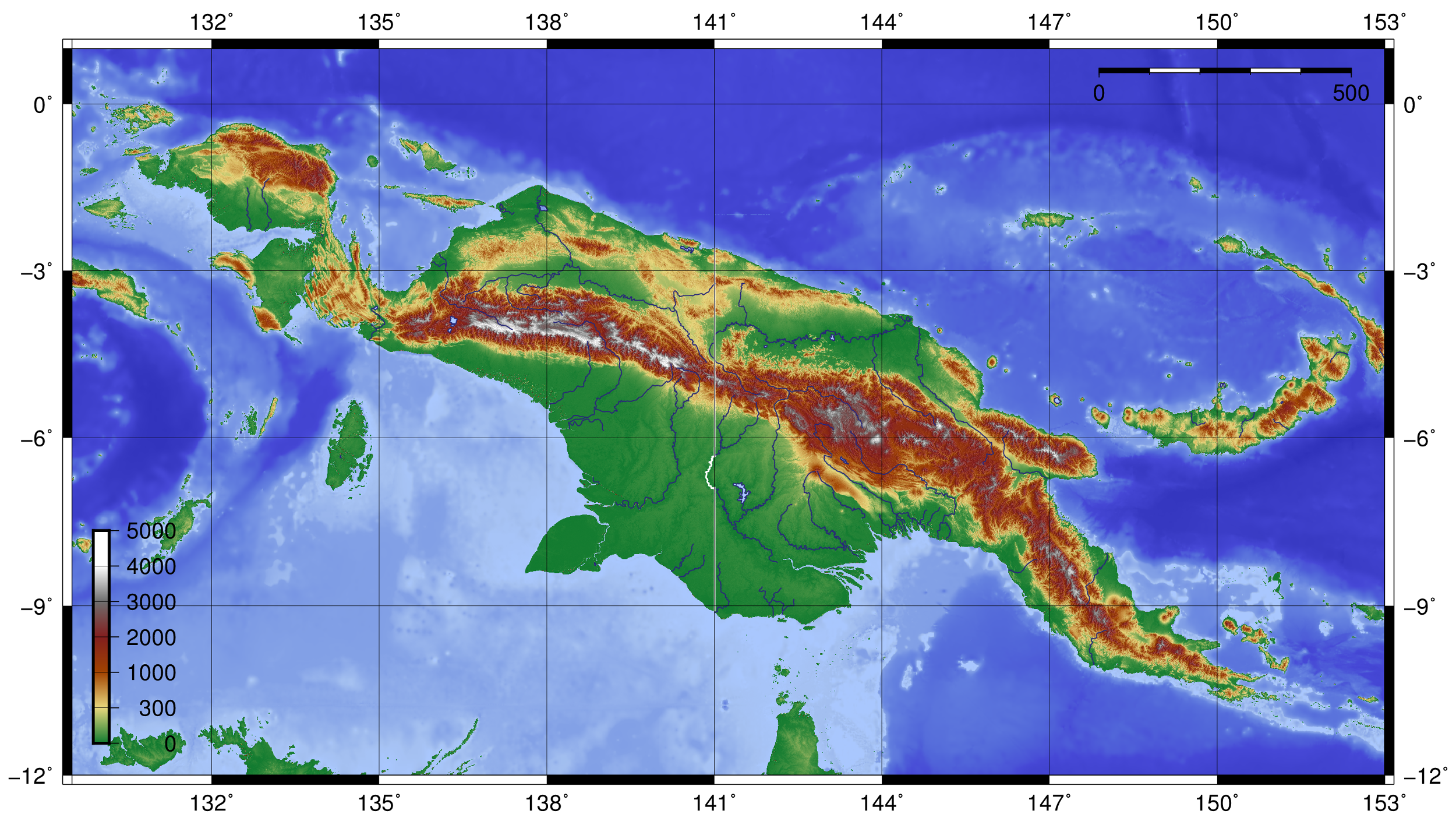
Ngữ hệ Liên New Guinea thường được gắn liền với cao nguyên New Guinea (đỏ). Sự lan rộng của hệ có lẽ là nhờ vào sự phát triển trong việc trồng trọt vùng cao; có thể ban đầu hệ lan về phía đông, rồi gần đây hơn mới lan về phía nam.

Hầu hết ngôn ngữ Liên New Guinea có chỉ vài ngàn người nói, chỉ bảy tiếng (Melpa, Kuman, Enga, Huli, Dani Tây, Makasae, Ekari) có 100.000 người nói trở lên. Ngôn ngữ đông người nói nhất nằm ngoài đảo chính New Guinea là tiếng Makasae ở Đông Timor, với 100.000 người nói sống ở mạn đông đất nước. Tiếng Enga là ngôn ngữ Liên New Guinea được nói rộng rãi nhất New Guinea, với trên 200.000 người. Tiếng Golin, tiếng Sinasina, tiếng Dani Thung lũng Lớn, tiếng Kamano, tiếng Bunaq mỗi tiếng có 50.000-100.000 người (tiếng Galela ở Halmahera, thường được cho là một ngôn ngữ phi Liên New Guinea, cũng có số người nói nằm trong mức 50.000-100.000 người.) Mọi ngôn ngữ Liên Guinea khác đều có dưới 50.000 người nói.
Nơi mà hệ Liên New Guinea (phiên bản của Ross) có độ đa dạng cao nhất (tức nơi phát nguyên khả thi nhất) là vùng cao nguyên nội địa của Papua New Guinea, ở dãy núi trung-đông New Guinea. Tỉnh Papua của Indonesia và bán đảo Papua (cái "đuôi chim") của Papua New Guinea có độ đa dạng thấp hơn, nên nhiều khả năng các ngôn ngữ Liên Guinea được mang đến đây sau đó.